# Donusa
Donusa (en grec: Δονούσα) és una illa grega que pertany al grup de les Cíclades. És una de les illes més petites de Grècia que tenen població permanent, amb uns 13 km² i només 110 habitants (2001). L'altura màxima és el Papas, de 383 metres. Administrativament, forma part del municipi de Naxos, juntament amb la resta de Cíclades menors.

## Nom
L'illa és esmentada per primera vegada en autors romans. Virgili l'anomena Donysa, igual que Pomponi Mela, mentre que Plini el Vell, Tàcit i Ampeli l'anomenen Donusa. El primer i únic text grec de l'antiguitat que esmenta l'illa és l'Estadiasme de la Gran Mar (Δόνουσα, Dónusa), de datació incerta; més endavant, Estèfan de Bizanci l'anomena Donusia (Δονουσία). Aquest nom significaria 'que abunda en canyes'.
A l'edat mitjana i fins al segle xix, els mariners italians i d'altres indrets de l'Europa Occidental conegueren l'illa com a Stenosa o Spinosa. Modernament, l'illa s'anomena oficialment Donusa (Δονούσα), i existeix la variant Denusa (Δενούσα).

## Geografia
La capital de l'illa s'anomena Àgios Stavros (o, simplement, Stavros; grec: Άγιος Σταύρος) o bé Kampos. Està situada a vora de mar, mirant al sud-oest, i conté el port de l'illa, que connecta amb Naxos, Amorgos i Kufonissi. És l'única població amb certa entitat urbana de tota l'illa, i conté la major part de serveis. A més, hi ha tres llogarets: Kalotaritissa, en una cala al nord-est; Mersini al sud-est; i Messarià o Kharavgi, al sud, allunyada de la costa, entre Mersini i Stavros. Les esglésies de l'illa són la de Tímios Stavros (Santa Creu) i les bessones de Panagias i Àgios Ioannis (la Verge Maria i Sant Joan) a la capital, i les d'Àgia Sofia (Santa Sofia) i Àgios Geórgios (Sant Jordi) a Kalotaritissa i Mersini, respectivament.
La punta nord-est es diu Fanari, la sud es diu Glaros, i la punta est es diu Okospilia. Pel que fa a illes i illots, davant Kalotaritissa hi ha Skylonissi, i a l'oest, entre Donusa i Naxos, hi ha les illes Màkheres, amb Megalonissi, Hàgios Paraskevi i Strongilí. Donusa és una illa plena de coves: al nord-oest hi ha la com Toikhos, amb restes dels establiments geomètrics antics de la cultura ciclàdica, i a l'oest de la badia de Xilombatis (la més gran de l'illa). En general l'illa és plena de coves, aprofitades pel vell marí per resguardar-s'hi.

## Història

### Antiguitat
Segons el mite, Donusa va ser l'illa on Dionís va portar Ariadna de Naxos quan el seu pare Minos la perseguia. Aquesta llegenda, transmesa per Estèfan de Bizanci, sorgeix de la semblança del nom de l'illa (i particularment la forma virgiliana Donysa) amb el nom de Dionís.
Es tenen poques notícies de l'illa a l'antiguitat. L'illa va estar ocupada durant el període geomètric (segle ix aC), però no hi ha constància que en època històrica continuàs habitada. Estèfan de Bizanci, sense citar la font, diu que Donusa pertanyia a l'illa de Rodes. Durant l'Imperi Romà era un lloc de desterrament, segons que informa Tàcit.
Virgili li aplica l'epítet de viridis ('verda, verdejant'), i Servi indica que fa referència al color del seu marbre; en realitat, sembla una suposició inventada per explicar les paraules de Virgili, atès que l'illa té poca vegetació.

### Modernitat
Al llarg de la història va ser utilitzada com a base de pirates (s'ha trobat una inscripció àrab en una pedra), però sense tenir una ocupació permanent, ni tan sols dels turcs, italians o alemanys. Quan els turcs la van evacuar, no la van ocupar les autoritats gregues sinó que s'hi van establir gent que venia d'Amorgos sota l'autoritat del monestir de Khozoviotissa d'Amorgos. El monestir va deixar les terres als camperols a canvi d'un cens en productes de la terra, però més tard les terres van passar als seus cultivadors.